# Pa mis muchachas
„Pa mis muchachas” to piosenka wykonywana przez amerykańskie wokalistki Christinę Aguilerę i Becky G oraz pochodzące z Argentyny artystki Nicki Nicole i Nathy Peluso. Utwór wydano na singlu 22 października 2021 roku nakładem Sony Music Latin. Był to pierwszy singel promujący minialbum Christiny Aguilery La Fuerza, który potem ukazał się też na jej dziewiątym albumie studyjnym Aguilera (2022). Autorami nagrania są Aguilera, Kat Dahlia, Yasmil Marrufo, Jorge Luis Chacín, Yoel Henríquez, a także Becky G, Nicole i Peluso. Za produkcję odpowiadają Rafa Arcaute i Federico Vindver.
Singel odniósł umiarkowany sukces na listach przebojów, zajmując 7. miejsce na liście Billboardu Spain Digital Songs, 8. miejsce w notowaniu Mexico Espanol Airplay, 18. pozycję na amerykańskiej liście Latin Pop Airplay czy miejsce 24. w węgierskim zestawieniu Single Top 40 slágerlista. W Tajwanie dotarł do pierwszej pozycji listy przebojów singlowych. Ponadto uplasował się w czołowej dziesiątce list airplayowych Chile, Dominikany, Gwatemali, Panamy, Peru, Portoryko i Salwadoru, wydawanych przez Monitor Latino. Nagranie zyskało pozytywne recenzje krytyków i było nominowane do nagrody Latin Grammy w trzech kategoriach (między innymi jako najlepsza piosenka roku).

## Informacje o utworze
Pierwsze doniesienia o nagraniu pojawiły się w sieci pod koniec września 2021 roku. W komunikacie prasowym wytwórni Sony Music napisano, że utwór „Pa mis muchachas” „otwiera nowy rozdział” w karierze Aguilery i pozwala artystce „dumnie celebrować swoje latynoskie dziedzictwo”. Piosenka była pierwszą, jaką napisano z myślą o nadchodzącym, hiszpańskojęzycznym albumie Aguilery. Sesje studyjne odbyły się w Miami na Florydzie.

Co zabawne, „Pa mis muchachas” był pierwszym utworem napisanym i nagranym z myślą o tym albumie. Pracowaliśmy w atmosferze nieodparcie specjalnej energii – już od samego początku, podczas pierwszej sesji w studiu Julio Reyesa Copelli. Strunowe melodie, tekst piosenki... Jej intensywność i namiętność wylewały się z nas wszystkich. Przedstawiono mi Nathy, Nicki i Becky – byłam pewna, że to idealne kandydatki do współpracy.

„Pa mis muchachas” to piosenka o „mocnym latynoskim brzmieniu”, łącząca w sobie takie gatunki muzyczne, jak guaracha, salsa i kubański son. Zawiera też elementy trapu, reggaetonu i latynoskiego jazzu. Tematyką tekstu utworu jest emancypacja kobiet oraz celebrowanie kobiecego ciała.
Autorami utworu są Aguilera, Peluso, Nicole Denise Cucco, Rebbeca Gomez, Kat Dahlia, Yasmil Marrufo, Jorge Luis Chacín i Yoel Henríquez, a za produkcję odpowiadają Federico Vindver i Jean Rodríguez. Nagranie skomponowano w tonacji a-moll, jest ono oparte na umiarkowanie szybkich ruchach 118 uderzeń na minutę.

## Wydanie singla
Wkrótce po wydaniu singel odniósł sukces na listach przebojów iTunes Store: zajął pierwsze miejsce między innymi w Meksyku, Kolumbii, Ekwadorze i Kostaryce, a także szczyt notowania Top 100 Latin Songs w Stanach Zjednoczonych. Był również notowany na listach najpopularniejszych utworów serwisu Spotify, między innymi w Hiszpanii, Urugwaju i Argentynie.
Utwór zadebiutował w notowaniu Billboardu Mexico Espanol Airplay na pozycji dwudziestej drugiej, a następnie, jako szczytowe, zajął na liście miejsce ósme. Na liście Billboardu Argentina Hot 100 piosenka debiutowała z pozycji dziewięćdziesiątej, a później, 27 listopada 2021, uplasowała się na miejscu osiemdziesiątym trzecim.
W Gwatemali 14 listopada 2021 nagranie objęło miejsce piętnaste listy Top 20 Airplay (General), kompilowanej przez Monitor Latino, a w kolejnym tygodniu uplasowało się na pozycji dziewiątej. W Salwadorze piosenka zadebiutowała na miejscu osiemnastym listy przebojów airplayowych, a finalnie wspięła się na pozycję szóstą. Utwór odnosił sukcesy w innych zestawieniach wydawanych przez Monitor Latino: w Panamie zajął 4. miejsce listy Top 20 Airplay – Pop i 9. miejsce notowania ogólnego; w Chile i na Dominikanie zajął, kolejno, 8. oraz 7. miejsce listy Top 20 Airplay – Pop.
W Europie singel notowany był między innymi na Węgrzech (miejsce 24. w zestawieniu Single Top 40 slágerlista) oraz w Niemczech (miejsce 76. listy digitalowej, wydawanej przez Official German Charts). W Hiszpanii piosenka objęła pozycję siódmą zestawienia Billboardu Spain Digital Songs oraz sześćdziesiątą ósmą na oficjalnej liście singli organizacji PROMUSICAE.
Pod koniec listopada 2021 ogłoszono, że „Pa mis muchachas” to jedna z dwudziestu najczęściej streamowanych żeńskich, hiszpańskojęzycznych kolaboracji roku.

## Opinie
Serwis Amazon Music umieścił „Pa mis muchachas” na 39. miejscu listy stu najlepszych latynoskich piosenek 2021 roku. W omówieniu dla miesięcznika Harper’s Bazaar, zestawiającym dwadzieścia trzy najlepsze utwory roku, Bianca Betancourt uznała, że piosenka jest „śmiałym, pełnym życia hymnem dla kobiecej przyjaźni”. Według Betancourt nagranie przypomina, że „Aguilera pozostaje jedną z najsilniejszych wokalistek swego pokolenia – bez względu na język, w którym śpiewa”. Harrison Brocklehurst (dziennikarz The Tab) stwierdził, że „Pa mis muchachas” to jeden z najlepszych singli w karierze Aguilery oraz jeden z najlepszych utworów 2021 roku. Jacob Uitti (American Songwriter) przypisał singlowi miejsce czwarte na liście dziesięciu najlepszych piosenek w dorobku Aguilery.

### Recenzje
Utwór został pozytywnie oceniony przez krytyków. Paige Mastrandrea, dziennikarka magazynu Ocean Drive, chwaliła nagranie za „nostalgiczne wibracje”, a Lucas Villa, w omówieniu dla Rolling Stone, skwitował je jako „potężne”. Redakcja portalu Kronika24.pl uznała „Pa mis muchachas” za „żywą i taneczną” piosenkę. Jordi Bardají (Jenesaispop) pochwalił utwór za „dobrze ucieleśniony popowy potencjał”, „eskapistyczny ton” oraz „spektakularną improwizację wokalną” (w ostatniej jego minucie). Bardají stwierdził, że bridge w „Pa mis muchachas” jest jednym z najlepszych, jakie ukazały się w nagraniach muzycznych z 2021 roku. Wysoko ocenił też wers piosenki: „Gdy płaczę, mieszam swoje łzy z tequilą i cytryną, a potem wstaję”. Pip Ellwood-Hughes, dziennikarz serwisu Entertainment Focus, docenił inspiracje twórców muzyką kubańską i napisał, że rytm utworu jest „zaraźliwy”.
W omówieniu minialbumu La Fuerza dla portalu Prime News Albert Nowicki uznał „Pa mis muchachas” za najbardziej „chillujące” spośród sześciu nagrań, za kompozycję „pełną dziarskiej wokalizy, akrobacji głosem i filuterności”. Zuzanna Janicka (The-Rockferry) nazwała piosenkę „kubańskim manifestem girl power”. Enrique Cerros, dziennikarz NEIU Independent, twierdził, że utwór stanowi odpowiedź na przebój Aguilery z 2001 roku, „Lady Marmalade”. W serwisie DJ Promotion uznano, że piosenka jest „oryginalna, świeża”, „stylowa” i „żywa”.

## Teledysk
Teledysk kręcony był w Buenos Aires, Los Angeles i Madrycie.
Pierwsza zapowiedź wideo ukazała się na YouTubie 19 października 2021 roku, a nazajutrz odsłonięto trzydziestosekundowy zwiastun. Klip miał swoją telewizyjną premierę 22 października na łamach stacji MTV Live, MTVU oraz MTV Latin America. W ramach promocji, za którą odpowiadała grupa mediowa ViacomCBS, na terenie Times Square pojawiły się też wizualne billboardy emitujące teledysk.
W teledysku, którego akcja toczy się w luksusowej rezydencji, Aguilera występuje jako szefowa mafijna. W klipie pojawiają się dwie osie fabularne.
Cassie Gill z serwisu NewsBreak pochwaliła klip za „pikanterię”, „seksowną scenę taneczną” oraz „przykuwające wzrok stylizacje”.
Scenę, w której Aguilera pije tequilę prosto z butelki i zmysłowo tańczy z inną kobietą, zainspirował film biograficzny Frida z 2002 roku, a właściwie podobna sekwencja z udziałem Salmy Hayek.
W listopadzie „Pa mis muchachas” brał udział w głosowaniu na najlepszy wideoklip emitowany przez stację MTV Latin America. Pod koniec grudnia 2021 stacja Radio Disney Latino wyłoniła klip jako drugi najlepszy teledysk roku.
Współtwórcy
| - Reżyseria, montaż: Alexandre Moors - Dyrektor kreatywny: Danna Takako, Rudy Grazziani - Występują: Christina Aguilera, Becky G, Nicki Nicole, Nathy Peluso - Produkcja: Brooke McDaniel, Ade Macalinao - Produkcja wykonawcza: Mel Roy - Zarządzanie postprodukcją: Ralph Miccio - Zdjęcia: Ross Richardson - Fotosy na planie zdjęciowym: David Black - Scenografia: Taylor Almodovar - Choreografia: Teresa „Toogie” Barcelo - Asystent choreografki: David Mayorga | - Asystent montażysty: Louie Seguin - Tancerze: Orlando Agawin, Alexis Saenz, Renato, Kai Martinez - Stylizacja: Anna Trevelyan - Stylizacja fryzury: Jesus Guerrero - Charakteryzacja: Etienne Ortega - Efekty wizualne: Drew Horan - Koloryzacja klipu: Ron Sudul - Retusz klipu: Bill Pollock - Wytwórnia: Good Company - Koordynacja usług studyjnych: Jordan Cosmique - Agencja produkcyjna: Original Creative Agency, Lark Creative |

- Tancerze/aktorzy: Alexis Saenz, Alyse Janae Rockett, Kai Martinez, Orlando Agawin i in.[54]

## Promocja i wykonania koncertowe
Utwór został wykorzystany na ścieżce dźwiękowej hiszpańskiego reality show La isla de las tentaciones, nadawanego przez Telecinco/Cuatro. 18 listopada Aguilera, Becky G, Nicki Nicole i Peluso udzieliły wywiadu stacji telewizyjnej Univision, zapowiadając swój nadchodzący występ. Odbył się on tego samego dnia podczas 22. ceremonii wręczenia nagród Latin Grammy Awards w Las Vegas. Aguilera promowała dwa nowe single („Pa mis muchachas”, „Somos nada”), a na scenie nosiła kreację haute couture od Jean-Paula Gaultiera – czarny gorset i eleganckie, koronkowe body.
Występ pochwalił między innymi wokalista Adam Lambert. Latynoska Akademia Muzyki (The Latin Recording Academy) uznała, że występ był „dekadenckim popisem” odwołującym się do ruchu girl power. Magazyny People i Remezcla okrzyknęły galową kreację Aguilery za jedną z najlepszych, jakie gwiazdy zaprezentowały na czerwonym dywanie.
Pod koniec listopada Aguilera wykonała piosenkę w ramach prywatnego koncertu dla przedsiębiorstwa Fidelity Investments. 1 grudnia artystka zaśpiewała „Pa mis muchachas” podczas wydarzenia muzycznego World AIDS Day w Los Angeles. Aguilera wykonała utwór w trakcie Mallorca Live Festival pod koniec czerwca 2022 roku.

## Nagrody i wyróżnienia
| Rok  | Ceremonia                            | Nagroda                                            | Rezultat  | Przypis |
| ---- | ------------------------------------ | -------------------------------------------------- | --------- | ------- |
| 2021 | Punto Rojo Awards                    | najgorętsza piosenka roku – pop hiszpańskojęzyczny | Nominacja | [ 65 ]  |
| 2022 | Premios Juventud                     | najlepsza żeńska współpraca muzyczna               | Nominacja | [ 66 ]  |
| 2022 | Lo Mas Escuchado – Premios Virtuales | najlepsza współpraca muzyczna                      | Nominacja | [ 67 ]  |
| 2022 | Top Music Universe Awards            | najlepsza latynoska współpraca roku                | Nominacja | [ 68 ]  |
| 2022 | Top 50 Music Awards                  | najlepsza współpraca muzyczna                      | Nominacja | [ 69 ]  |
| 2022 | Latin Grammy Awards                  | nagranie roku                                      | Nominacja | [ 1 ]   |
| 2022 | Latin Grammy Awards                  | piosenka roku                                      | Nominacja | [ 1 ]   |
| 2022 | Latin Grammy Awards                  | najlepszy występ z utworem urban                   | Nominacja | [ 1 ]   |

## Twórcy
Informacje za Sony Music:
- Główne wokale: Christina Aguilera
- Producenci: Rafa Arcaute, Federico Vindver
- Koproducent: Afo Verde
- Producent wokalu: Jean Rodríguez
- Autorzy: Christina Aguilera, Kat Dahlia, Yasmil Marrufo, Jorge Luis Chacín, Yoel Henríquez, Natalia Peluso, Nicole Denise Cucco, Rebbeca Gomez
- Wokale wspierające: Becky G, Nicki Nicole, Nathy Peluso

## Pozycje na listach przebojów
| Kraj              | Notowanie (2021–2022)       | Wydawca                                       | Najwyższa pozycja |
| ----------------- | --------------------------- | --------------------------------------------- | ----------------- |
| Argentyna         | Argentina Hot 100           | Billboard                                     | 83                |
| Boliwia           | Top 20 Airplay – General    | Monitor Latino                                | 17                |
| Chile             | Airplay Chart (Daily)       | Soundcharts                                   | 1                 |
| Chile             | Airplay Chart (Weekly)      | Soundcharts                                   | 2                 |
| Chile             | Top 20 Airplay – Pop        | Monitor Latino                                | 8                 |
| Chile             | Top 40 Airplay              | Los 40                                        | 11                |
| Dominikana        | Top 20 Airplay – Pop        | Monitor Latino                                | 7                 |
| Ekwador           | Top 20 Airplay – Pop        | Monitor Latino                                | 17                |
| Ekwador           | Top 100 Airplay & Streaming | Charts Ecuador                                | 45                |
| Gwatemala         | Top 20 Airplay – General    | Monitor Latino                                | 9                 |
| Gwatemala         | Top 20 Airplay – Pop        | Monitor Latino                                | 7                 |
| Hiszpania         | Spain Digital Songs         | Billboard                                     | 7                 |
| Hiszpania         | Top 100 Singles             | PROMUSICAE                                    | 68                |
| Indonezja         | Top 50 Singles              | Creative Disc                                 | 19                |
| Meksyk            | Airplay Chart (Daily)       | Soundcharts                                   | 7                 |
| Meksyk            | Airplay Chart (Weekly)      | Soundcharts                                   | 16                |
| Meksyk            | Mexico Airplay              | Billboard                                     | 11                |
| Meksyk            | Mexico Espanol Airplay      | Billboard                                     | 8                 |
| Meksyk            | Top 20 Airplay – Pop        | Monitor Latino                                | 16                |
| Mołdawia          | Airplay Chart (Daily)       | Soundcharts                                   | 4                 |
| Mołdawia          | Airplay Chart (Weekly)      | Soundcharts                                   | 51                |
| Niemcy            | Official Download Chart     | Official German Charts                        | 76                |
| Panama            | Top 20 Airplay – General    | Monitor Latino                                | 9                 |
| Panama            | Top 20 Airplay – Latino     | Monitor Latino                                | 8                 |
| Panama            | Top 20 Airplay – Pop        | Monitor Latino                                | 4                 |
| Panama            | Top 50 Internacional        | Sociedad Panameña de Productores Fonográficos | 10                |
| Peru              | Top 20 Airplay – Pop        | Monitor Latino                                | 8                 |
| Portoryko         | Top 20 Airplay – Pop        | Monitor Latino                                | 9                 |
| Salwador          | Top 20 Airplay – General    | Monitor Latino                                | 6                 |
| Salwador          | Top 20 Airplay – Pop        | Monitor Latino                                | 7                 |
| Stany Zjednoczone | Hot Latin Songs             | Billboard                                     | 37                |
| Stany Zjednoczone | Hot Trending Songs          | Billboard                                     | 20                |
| Stany Zjednoczone | Latin Digital Song Sales    | Billboard                                     | 3                 |
| Stany Zjednoczone | Latin Pop Airplay           | Billboard                                     | 18                |
| Stany Zjednoczone | Official Airplay Chart      | Monitor Latino                                | 28                |
| Surinam           | Top 40 Singles              | Nationale Top 40                              | 4                 |
| Tajwan            | Top 10 Singles              | T4C                                           | 1                 |
| Tajwan            | Top Western Weekly Singles  | KKBox                                         | 32                |
| Wenezuela         | Top 20 Airplay – Pop        | Monitor Latino                                | 16                |
| Węgry             | Top 40 Singles              | MAHASZ                                        | 24                |

Notowania radiowe/internetowe
| Kraj/region      | Notowanie (2021–2022) | Wydawca                              | Najwyższa pozycja | Data osiągnięcia pozycji szczytowej |
| ---------------- | --------------------- | ------------------------------------ | ----------------- | ----------------------------------- |
| Ameryka Łacińska | Hot Ranking           | HTV Musica                           | 1                 | 2022−02−16                          |
| Ameryka Łacińska | Top 30 Songs          | Radio Disney Latin America           | 6                 | 2022−01−11                          |
| Argentyna        | Airplay Chart         | Radio Disney Argentina               | 5                 | 2022−02−07                          |
| Argentyna        | Top 30 Songs          | FM Like                              | 11                | 2021−11−25                          |
| Hiszpania        | Top 50 Songs          | Top 50 Oficial — – Tu Portal Musical | 1                 | 2021–11–22                          |
| Indonezja        | Top 20 Songs          | Soka Radio                           | 17                | 2021−11−13                          |
| Meksyk           | Top 5 Songs           | Radio Disney México                  | 3                 | 2021−12−21                          |

## Sprzedaż i certyfikaty
| Kraj              | Wydawca | Certyfikat | Sprzedaż |
| ----------------- | ------- | ---------- | -------- |
| Stany Zjednoczone | RIAA    | platyna    | 60,000+  |

## Historia wydania
- Indonezja: 22 października 2021[113]
- Włochy: 22 października (airplay)[3]
- Stany Zjednoczone: 27 października (airplay; format Spanish Contemporary/US Latin Radio)[114]